# نادي أحد
نادي أُحُد الرياضي هو نادٍ رياضي سعودي في الدوري السعودي للمحترفين تأسس عام 1936 مـ/ 1356 هـ.

## تاريخ
كانت الوان ملابس النادي الأصفر والأسود حتى عام 1388هـ وبعدها
تم اختيار الأصفر والبني ليكون مختلفا عن نادي الاتحاد بحكم الأقدمية ولعب الفريق أول مباراة رسمية له بهذا الشعار امام الوحدة بمكة المكرمة عام 1389 هـ. ولعب للنادي اللاعب التاريخي طلعت ديولي
صعد نادي أحد إلى أندية الممتاز 8 مرات كأكثر الفرق صعوداً وكان في كل مره يصعد يعود بالهبوط مباشراً وكان أخرها موسم 2004-2005 عندما حقق بطولة دوري الدرجة الأولى موسم 2003-2004.

## إنجازات النادي
- لقب دوري الدرجة الأولى 3 مرات.
- بطولة كأس الأمير فيصل بن فهد للدرجة الأولى عام 1995 أمام الطائي.
- 42 بطولة كرة سلة محلية وعالمية.
- وصيف بطولة المنطقة الغربية عام 1973.
- وصل لدور نصف النهائي من كأس الملك عام 1980 بعد أن أخرج الأهلي في ربع النهائي.[2]
- المركز الأول مرتين في بطولة المملكة للكاراتيه
- صعود الفريق الأولمبي لكرة القدم للدوري الممتاز 2015 لأول مرة في تاريخ النادي
- صعود فريق الشباب لكرة القدم للدوري الممتاز 2016 لأول مرة في تاريخ النادي

## تشكيلة الفريق الأول
ملاحظة: تشير الأعلام إلى المنتخب بحسب قواعد الأهلية المعتمدة من قبل الفيفا؛ تنطبق بعض الاستثناءات المحدودة. وقد يحمل اللاعبون أكثر من جنسية لا تعترف بها الفيفا.
| الرقم | البلد    | المركز | اللاعب              |
| ----- | -------- | ------ | ------------------- |
| 1     | السعودية | حارس   | محمد بابطين         |
| 3     | السعودية | مدافع  | حمد السياف          |
| 5     | السعودية | مدافع  | فايز الحربي         |
| 6     | السعودية | وسط    | عبد العزيز دمدم     |
| 7     | السعودية | مهاجم  | سلطان الحربي        |
| 8     | السعودية | وسط    | فيصل الصبحي         |
| 9     | السعودية | مهاجم  | عبد العزيز العرياني |
| 11    | السعودية | وسط    | محمد فريح           |
| 12    | السعودية | مدافع  | راشد المطيري        |
| 13    | السعودية | مدافع  | بدر فلاته           |
| 14    | السعودية | مدافع  | أصيل الشريف         |
| 15    | السعودية | وسط    | مشاري العوفي        |
| 16    | السعودية | وسط    | علي النمر           |
| 19    | السعودية | مهاجم  | عبد الرحمن اليامي   |
| 20    | السعودية | مهاجم  | مروان الطوري        |

| الرقم | البلد    | المركز | اللاعب             |
| ----- | -------- | ------ | ------------------ |
| 21    | السعودية | وسط    | أحمد عمر           |
| 22    | السعودية | وسط    | أحمد العنزي        |
| 23    | السعودية | حارس   | مؤيد الكرنيب       |
| 24    | السعودية | مدافع  | محمد عبد الغني     |
| 25    | السعودية | مدافع  | علي النخلي         |
| 30    | السعودية | مدافع  | سيف القشطة         |
| 55    | السعودية | وسط    | أحمد النجعي        |
| 66    | السعودية | مهاجم  | عبد العزيز الخناني |
| 75    | السعودية | وسط    | محمد حرزان         |
| 77    | السعودية | وسط    | أنس الأحمدي        |
| 80    | السعودية | وسط    | محمد القثامي       |
| 87    | السعودية | مدافع  | يوسف النخلي        |
| 88    | السعودية | حارس   | محمد العتيبي       |
| 99    | السعودية | مهاجم  | فريج الجيزاني      |

### المعارون
ملاحظة: تشير الأعلام إلى المنتخب بحسب قواعد الأهلية المعتمدة من قبل الفيفا؛ تنطبق بعض الاستثناءات المحدودة. وقد يحمل اللاعبون أكثر من جنسية لا تعترف بها الفيفا.
| الرقم | البلد  | المركز | اللاعب                                 |
| ----- | ------ | ------ | -------------------------------------- |
| 17    | بولندا | وسط    | كونراد ميشالاك (معار إلى نادي الزمالك) |

| الرقم | البلد    | المركز | اللاعب                             |
| ----- | -------- | ------ | ---------------------------------- |
| 18    | السعودية | وسط    | مراد هوساوي (معار إلى نادي الخليج) |

## مجلس الإدارة[3]
| رئيس مجلس الإدارة      | محمد عبد الهادي الجهني   |
| نائب رئيس مجلس الإدارة | علاء احمد بخيت           |
| عضو                    | ضيف الله فرحان الجهني    |
| عضو                    | عبد الرحمن ابراهيم رفاعي |
| عضو                    | هتان بن هاشم نجدي        |
| عضو                    | هاني عبد الغني الحربي    |
| عضو                    | تركي عبد الرحمن العنزي   |
| أمين سر المجلس         | عبدالرحمن محمد عبدالحفيظ |
|                        |                          |